# Mogliano Veneto
Mogliano Veneto é uma comuna italiana da região do Vêneto, província de Treviso, com cerca de 26.292 habitantes. Estende-se por uma área de 46 km², tendo uma densidade populacional de 572 hab/km². Faz fronteira com Casale sul Sile, Marcon (VE), Preganziol, Quarto d'Altino (VE), Scorzè (VE), Venezia (VE), Zero Branco.

## Demografia
| Variação demográfica do município entre 1861 e 2011                               |
|                                                                                   |
| Fonte: Istituto Nazionale di Statistica (ISTAT) - Elaboração gráfica da Wikipedia |